# Somalias herrlandslag i bandy
Somalias herrlandslag i bandy ställde 2014 upp som första afrikanska landslag i ett bandyvärldsmästerskap. Debuten skedde i Världsmästerskapet i bandy för herrar 2014 i Irkutsk. Somalia har bildat ett nationsförbund sanktionerat av Somalias regering och olympiska kommitté. Somalia bandy har efter debuten i Irkutsk deltagit i samtliga VM. År 2015 spelades VM i Chabarovsk, 2016 i Ulyanovsk, 2017 i Trollhättan och 2018 i Harbin. År 2019 spelades VM i Vänersborg, Somalia ersatte Mongoliet och var ett av 20 deltagande länder. Laget deltog senaste gången i ett världsmästerskap i och med  Världsmästerskapet i bandy för herrar 2020.

## VM 2017
I mötet med Tjeckien i VM 2017 utbröt ett slagsmål när Somalia låg under med 0–16. Bandyklubborna användes som tillhyggen och tre spelare fick matchstraff varav en från Tjeckien. Det tjeckiska matchstraffet återtogs senare efter videogranskning medan de somaliska spelarna fick tre matchers avstängning. Matchen slutade 0–19 till Tjeckiens fördel.

## VM 2015
Truppen till Bandy-VM i Chabarovsk 2015
- Förbundskapten:  Per Fosshaug

| Målvakt |

| Pos. | Ålder            | Namn                 | Klubb          |
| ---- | ---------------- | -------------------- | -------------- |
| Mv   | 20 november 1996 | Ibrahim Abdi Mokilid | Borlänge Bandy |
| Mv   | 5 juli 1995      | Mohammed Ahmed Ahmed | Borlänge Bandy |

| Utespelare |

| Pos. | Ålder            | Namn                          | Klubb                    |
| ---- | ---------------- | ----------------------------- | ------------------------ |
| F    | 5 mars 1995      | Mohamed Abdi Abdihakiin       | Borlänge Bandy           |
| F    | 20 januari 1983  | Abdullahi Duaale Jimaale      | Borlänge Bandy           |
| F    | 13 mars 1995     | Mahad Abdulahi Diriye         | Borlänge Bandy           |
| F    | 3 januari 1990   | Ahmed Deeq Abdulle            | Borlänge Bandy           |
| F    | 26 december 1996 | Hassan Hamsa Farah C          | Borlänge Bandy           |
| Mf   | 20 januari 1996  | Mohamed Abdirisaq Ahmed       | Borlänge Bandy           |
| Mf   | 25 oktober 1996  | Mohamed Abdi Abdihakiin       | Borlänge Bandy           |
| Mf   | 6 december 1996  | Abdirahmaan Mohamed Barkhadle | Borlänge Bandy           |
| Mf   | 15 november 1994 | Ahmed Hussein Abdi            | Borlänge Bandy           |
| Mf   | 20 januari 1996  | Asmar Jama Wahib              | Borlänge Bandy           |
| Mf   | 21 december 1994 | Abdisalam Hassan Warsame      | Borlänge Bandy           |
| Mf   | 30 november 1997 | Omar Abdulahi Omar            | Borlänge Bandy           |
| A    | 5 mars 1997      | Ahmed Abdirisaq Ahmed         | Borlänge Bandy           |
| A    | 15 juni 1994     | Mohamed Abdirashid Mohamed    | Borlänge Bandy           |
| A    | 17 januari 1996  | Anwar Hared                   | Aurora Tigers (Ishockey) |
| A    | 1 december 1994  |                               | Borlänge Bandy           |
| A    | 12 mars 1995     |                               | Borlänge Bandy           |

|

## VM 2014

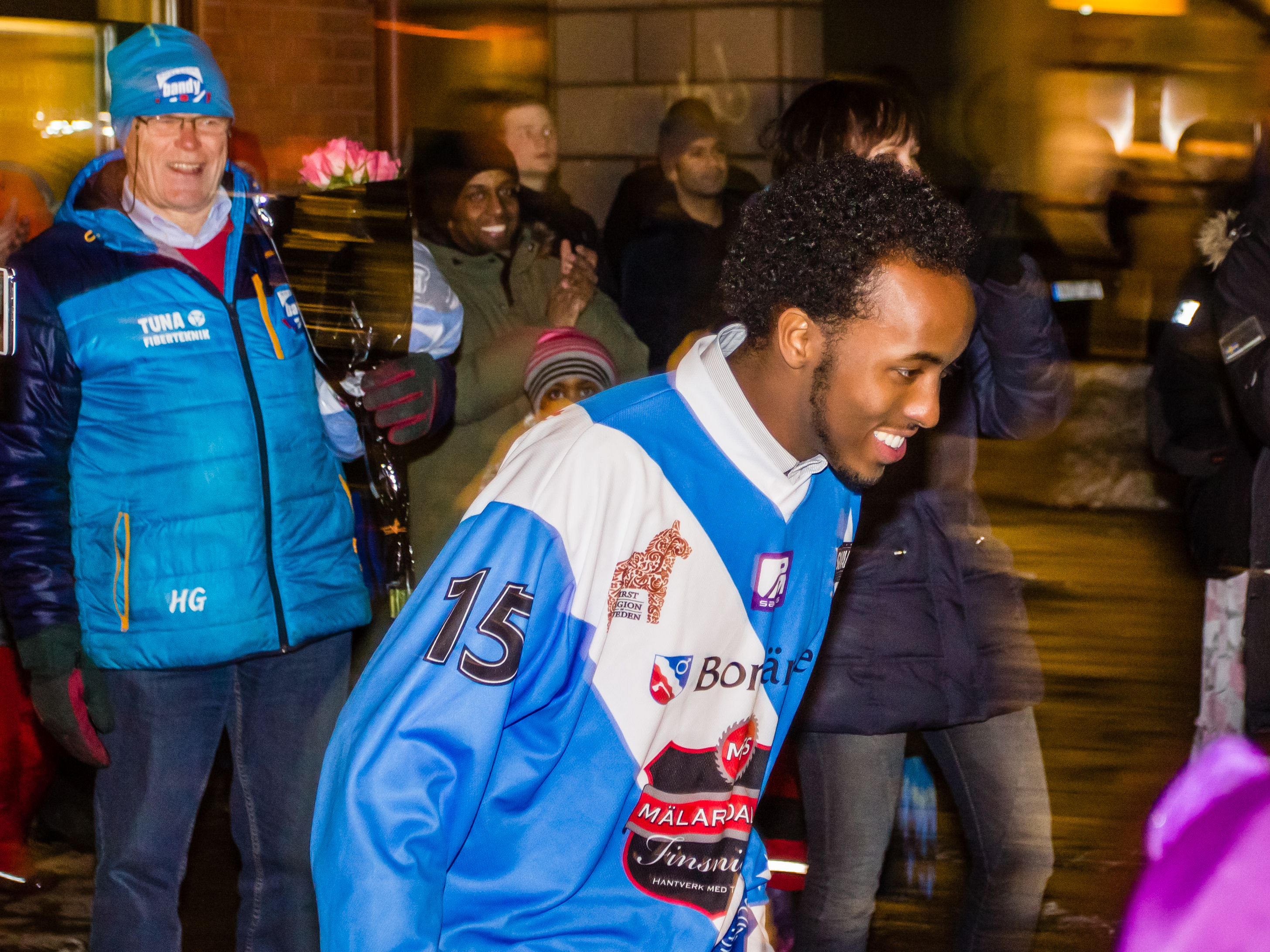
Anwar Hared vid hyllningsceremonin i Borlänge efter VM 2014.

Alla spelare som togs ut till VM 2014 var bosatta i Borlänge utom Anwar Hared. Borlänge Bandy har hjälpt till med träningen. Per Fosshaug är förbundskapten sedan starten i maj 2013. Idén att Somalia skulle spela Bandy-VM har sin upprinnelse i ett integrationsprojekt som klubben hade startat. Patrik Andersson som själv är från Borlänge var projektledare för den mediala delen av projektet. TV-profilerna Filip Hammar och Fredrik Wikingsson snappade upp idén och har dokumenterat landslagets första år i långfilmen Trevligt folk. 
I matchen mot Tyskland gjorde Anwar Hared Somalias första mål någonsin i ett bandy-VM. Matchen slutade dock med förlust – 22–1. Anwar Hared gjorde totalt två mål i bandy-VM.

## World Cup 2015
Den 11 oktober 2015 spelades en träningsmatch mellan Somalias herrlandslag och ett av Sandvikens AIK Bandys (SAIK:s) U14-lag. Sandvikens U14-lag vann matchen med 5–1.

## Dokumentärer & reportage
- Filmen Filip & Fredrik presenterar Trevligt folk, producerad av Thelma/Louise Produktion AB, hade biopremiär den 28 januari 2015.
- BBC World News sände ett reportage nationellt och över stora delar av världen i både TV och radio.[21][22]

## Galleri

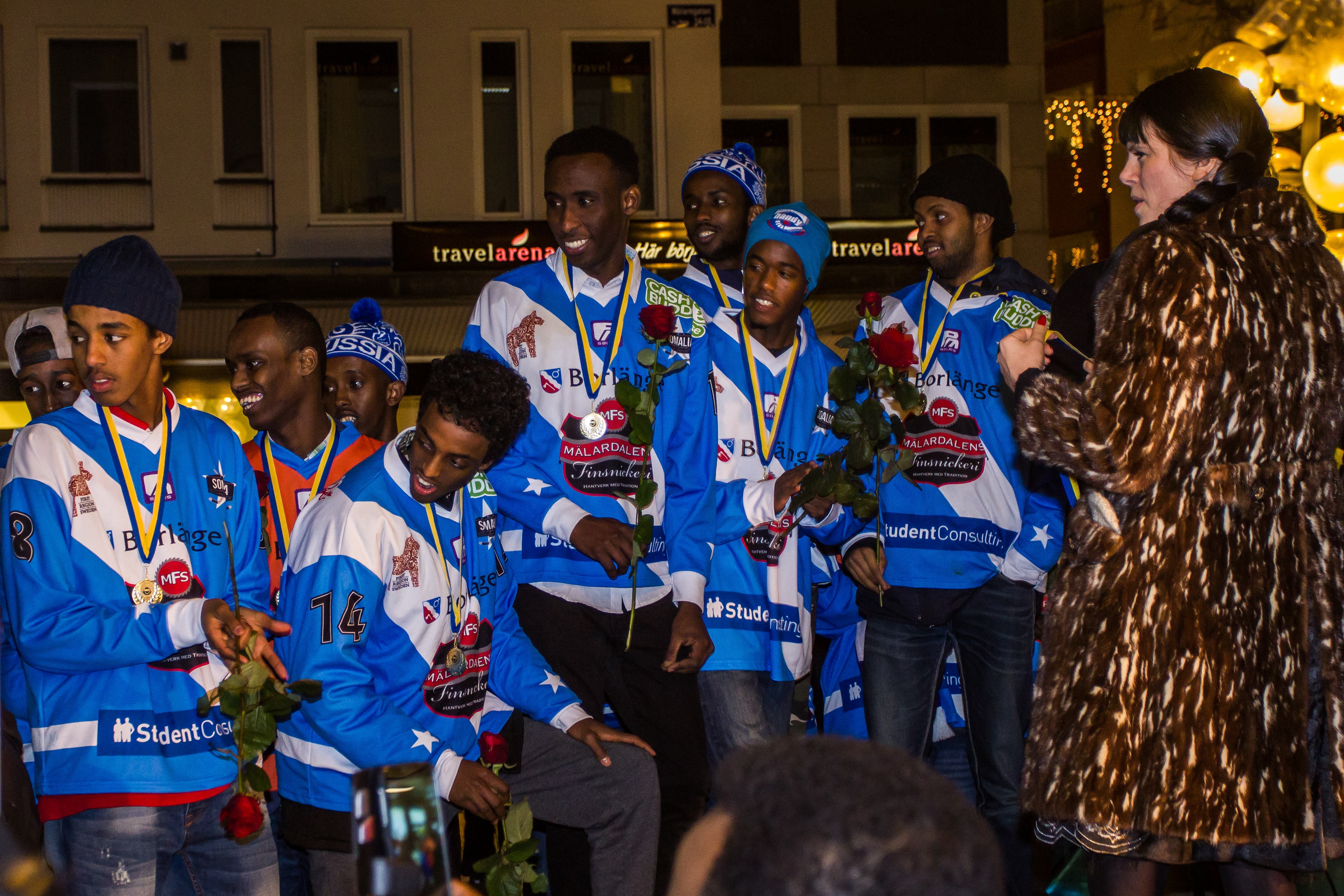
Hyllningsceremonin i Borlänge efter VM 2014.
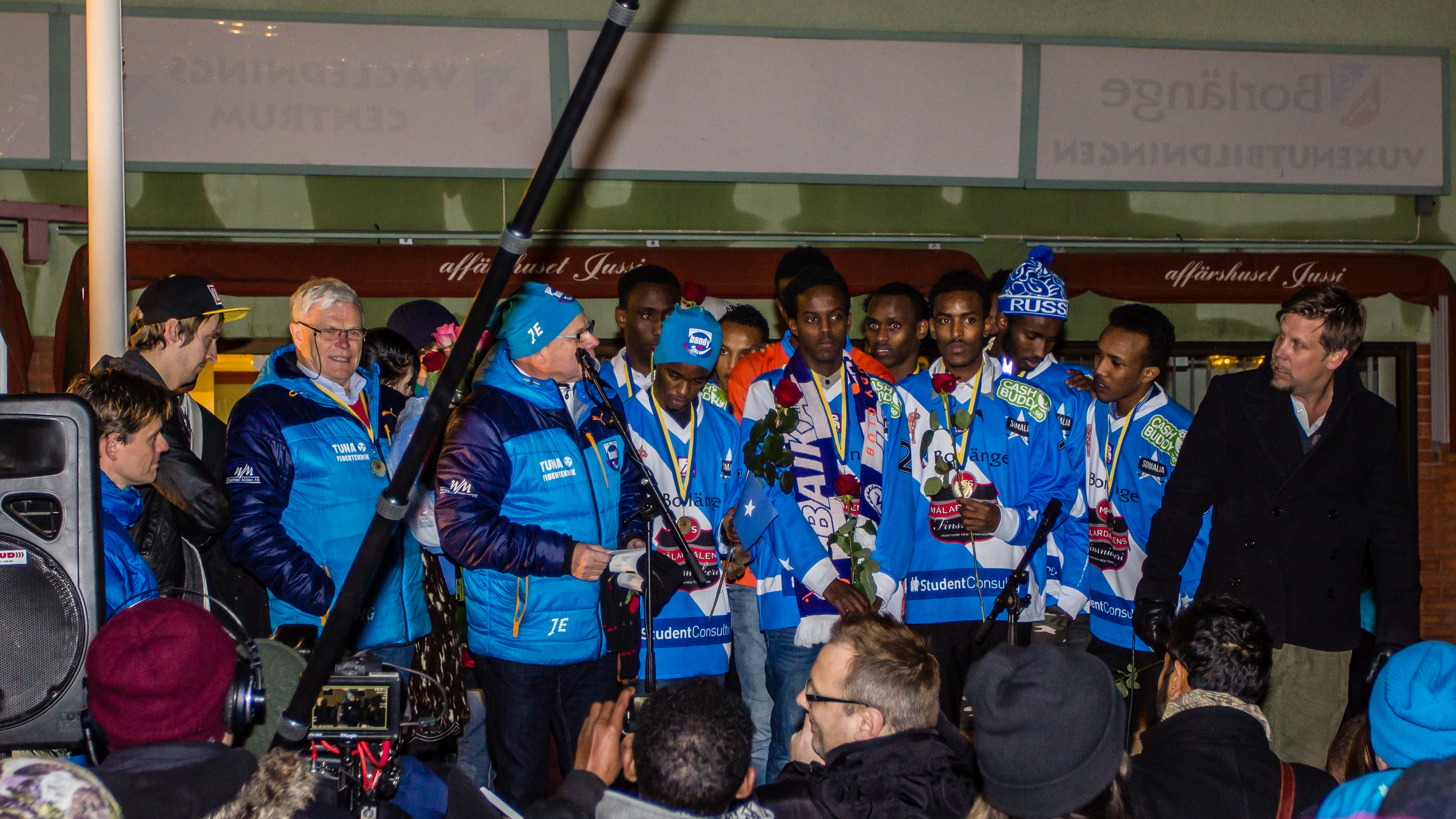
Hyllningsceremonin i Borlänge efter VM 2014.